# Myrmelastes
Myrmelastes és un gènere d'ocells de la família dels tamnofílids (Thamnophilidae).

## Taxonomia
Segons la Classificació del Congrés Ornitològic Internacional (versió 10-2, 2020) aquest gènere està format per 8 espècies:
- Myrmelastes saturatus - formiguer del Roraima.
- Myrmelastes schistaceus - formiguer pissarrós.
- Myrmelastes hyperythrus - formiguer plumbi.
- Myrmelastes rufifacies - formiguer cara-roig.
- Myrmelastes brunneiceps - formiguer capbrú.
- Myrmelastes humaythae - formiguer d'Humaitá.
- Myrmelastes leucostigma - formiguer alapigallat.
- Myrmelastes caurensis - formiguer del Caura.